# See You at Regis Debray
See You at Regis Debray je film britsko-amerického režiséra C. S. Leigha z roku 2005. Vystupuje v něm pouze jedna postava a celý film se odehrává v jediném bytě. Jde o jeden z prvních filmů herce Larse Eidingera, který zde ztvárnil Andrease Baadera, vůdce německé levicové militantní organizace Frakce Rudé armády. Ten se ve snímku, jehož děj se odehrává v roce 1969, ukrývá v pařížském bytě filozofa Régise Debraye, který byl v té době uvězněn v Bolívii. Celý film se skládá z pouhých deseti scén, přičemž kamera často snímá Eidingera bez větších pohybů. Kameramanem byl Giorgos Arvanitis, který s Leighem spolupracoval i na dalších projektech. Eidinger v různých scénách například jí, leží v posteli a masturbuje nebo tančí. Originální hudbu k filmu složil japonský hudebník Rjódži Ikeda. Leigh později jeho hudbu vydal jako soundtrack na CD, a to bez jakékoliv autorizace z Ikedovy strany. V jedné části ke konci filmu je použita píseň „Hey, That's No Way to Say Goodbye“ od Leonarda Cohena. Během závěrečných titulků zní píseň „Don't Rain on My Parade“ v podání anglické kapely Japan. Film byl věnován Humbertu Balsanovi, producentovi Leighova předchozího filmu Process (2004), který v únoru 2005 spáchal sebevraždu. Leigh uvedl, že nápad a titul filmu nosil v hlavě po dobu sedmi let.